# Petra Hřebíčková
Petra Hřebíčková (* 20. září 1979 Hodonín) je česká divadelní a filmová herečka.

## Život
Narodila se v Hodoníně, kde také absolvovala Obchodní akademii. V roce 2002 vystudovala činoherní herectví na Divadelní fakultě Janáčkovy akademie múzických umění v Brně. V letech 2002 až 2003 působila v brněnském Divadle Polárka. Také hostovala v Praze v Činoherním klubu a v Divadle ABC. V období 2003–2009 byla součástí souboru v Městském divadle Zlín. V roce 2009 si zahrála titulní roli Maryši, za kterou získala Cenu Thálie. Působí v Praze. Roku 2012 se účastnila divadelní podoby projektu Michala Horáčka Český kalendář.
Svůj hlas propůjčila postavě Francescy „Frankie“ Scaletty v PC hře Mafia II.

## Filmografie

### Film
| Rok  | Název filmu                      | Role                       |
| ---- | -------------------------------- | -------------------------- |
| 2006 | Obsluhoval jsem anglického krále | Jaruška                    |
| 2008 | Kamarádka                        | plavovláska                |
| 2009 | Kawasakiho růže                  | televizní reportérka Radka |
| 2009 | Proměny                          | partnerka                  |
| 2010 | D2                               |                            |
| 2011 | Muži v naději                    | Alice                      |
| 2012 | Smíchov pláče, Brooklyn spí      | Zuzana                     |
| 2013 | Chameleon                        | Anna                       |
| 2014 | Intimity                         | Hana                       |
| 2016 | Bezva ženská na krku             | Eliška                     |
| 2016 | Děda                             | maminka                    |
| 2017 | Všechno nebo nic                 | Martinova manželka         |
| 2018 | Trojí život                      | žena s kočárkem na ulici   |
| 2019 | Přes prsty                       | Linda                      |
| 2020 | Příliš osobní známost            | Natálie                    |
| 2020 | Štěstí je krásná věc             | Jana                       |
| 2020 | D2: Vlakem až na konec světa     | Gábina                     |
| 2021 | Matky                            | Hedvika                    |
| 2021 | Zbožňovaný                       | Zuzana                     |
| 2021 | Prvok, Šampón, Tečka a Karel     | ředitelka školy            |
| 2022 | Slovo                            | paní Týblová               |
| 2024 | Matka v trapu                    | Sylvie                     |

### Televize
| 2024 | Název               | Role                                  | Poznámky                                  |
| ---- | ------------------- | ------------------------------------- | ----------------------------------------- |
| 2000 | Dřevěná Marika      | hostinská                             | televizní film                            |
| 2007 | Trapasy             |                                       |                                           |
| 2009 | Sněžná noc          | pastorova žena Lena                   | televizní film                            |
| 2010 | Kriminálka Anděl    |                                       | televizní seriál, díl: „Lidská skládačka“ |
| 2010 | Ulice               | učitelka angličtiny Pavla Rambousková | televizní seriál                          |
| 2011 | 4teens              | tělocvikářka Ježková                  | televizní seriál                          |
| 2011 | Sejít z cesty       | Daniela                               | televizní film                            |
| 2012 | Nevinné lži         | Lenka                                 | televizní cyklus, díl: „Druhý dech“       |
| 2012 | Helena              | Klára Brázdová                        | televizní seriál                          |
| 2013 | Škoda lásky         | Dominika                              | televizní cyklus, díl: „Mokré tričko“     |
| 2013 | Nejlepší trapasy    |                                       | televizní cyklus                          |
| 2014 | Případy 1. oddělení | Andrea Skopcová                       | televizní seriál                          |
| 2014 | Svatby v Benátkách  | Olga Drozdová / Pivodová              | televizní seriál                          |
| 2015 | Přístav             | Olga Pivodová                         | televizní seriál                          |
| 2018 | Rédl                | Ivana Kleinová                        | televizní seriál                          |
| 2021 | Ochránce            |                                       | televizní seriál                          |
| 2022 | Pozadí událostí     | Soňa Kostková                         | televizní seriál                          |
| 2022 | Táta v nesnázích    | Dorka                                 | televizní seriál                          |